# Molinillo (juguete)

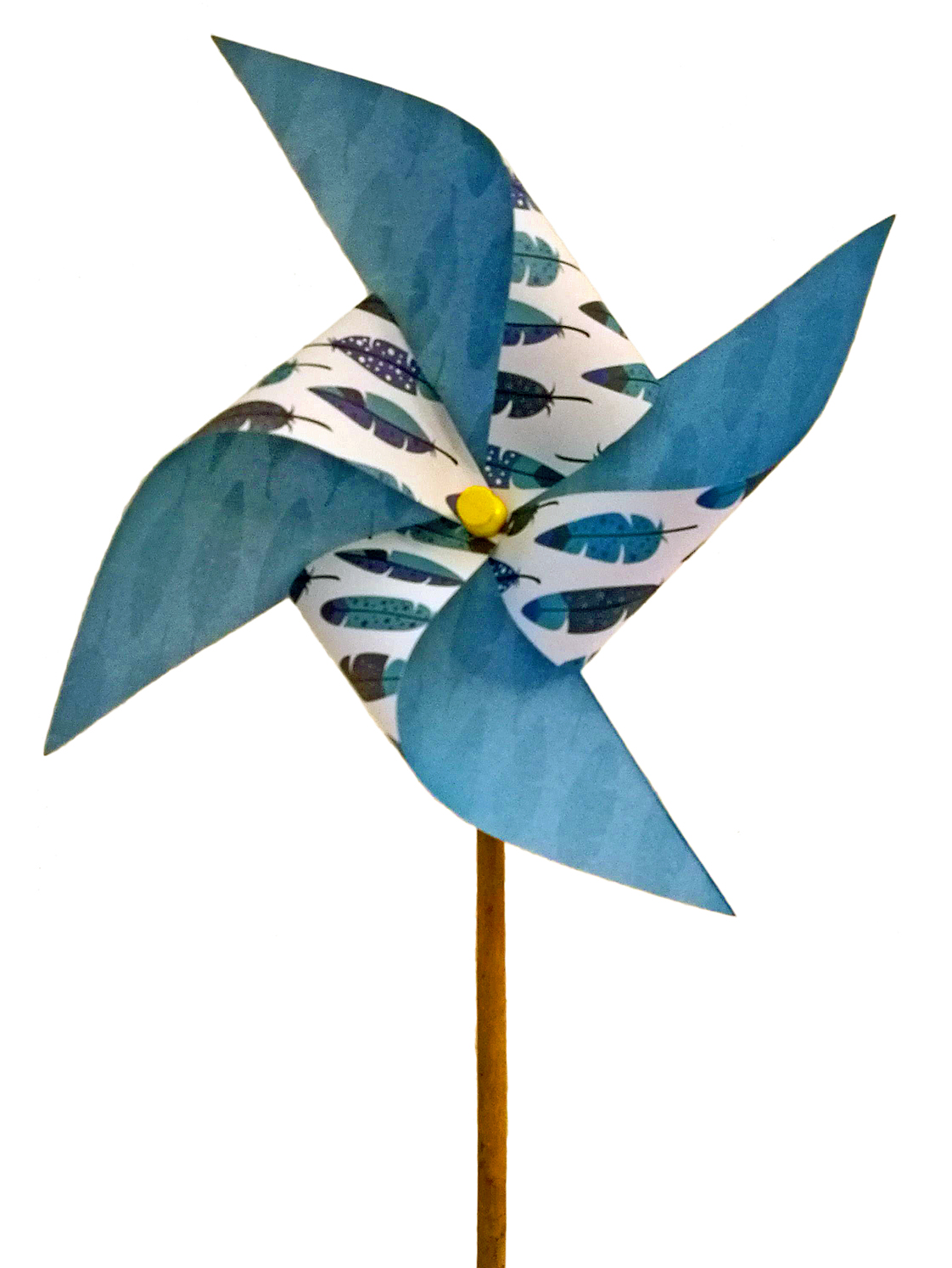
Molinillo o rehilete

El molinillo, molinete, remolino, renglete, rehilete o reguilete es un juguete compuesto por una varilla de madera a la que se clava, en la parte superior, una figura de aspas de molinillo construida con papel celofán o cartulina, habitualmente de colores llamativos. Con el viento, las aspas giran y crean efectos de color.[cita requerida]
Se le llama de muy diversas formas, según los países; en España, es más conocido como «molinillo»; en México o en Perú, «rehilete» o reguilete; en Guatemala y en el resto de Centroamérica y también en Cuba, se le conoce como «reguilete»; en Colombia, ringlete o renglete. En Chile, se le conoce como «remolino».[cita requerida]
María Moliner cita los siguientes sinónimos: gallo, molinete, rehilandera, rodachina, rongigata, ventolera y voladera.[cita requerida]
Rehilete, a veces pronunciado reguilete o rejilete, proviene del verbo rehilar. Proviene de la idea del movimiento rotatorio y tembloroso del huso y de la hebra en el acto de hilar. Se usaba en el antiguo castellano o en Segovia con el sentido de temblor, y posiblemente se deriva del godo "reiro", con el significado de temblor o tremor.

## Historia
La historia de los molinillos de viento de juguete está relacionada con los molinos de viento reales. El origen de los molinos de viento suele situarse en Persia, con molinos de viento de eje vertical. Los molinos de viento de Tarragona, mencionados por al-Himyarí en el siglo xii, debían de ser de este tipo. La versión infantil de los molinillos con eje vertical está documentada con juguetes hechos a partir de medias cáscaras de nuevo, como los anemómetros de cazoletas.